# Авраменко Геннадій Вікторович
Геннадій Вікторович Авраменко (27.05.1965, с. Волоськівці Менський району Чернігівської області) — спортсмен (стрільба кульова). Заслужений майстер спорту (1991). Заслужений працівник фізичної культури і спорту України (2009).

## Життєпис
Після закінчення середньої школи навчався в Чернігівському педагогічному інституті, який закінчив 1992 року. З 1985 по 2003 професійно займався спортом. У 37 років він завершив спортивну кар'єру і перейшов на тренерську роботу. Працює старшим тренером збірної України зі стрільби по рухливим цілям.

### Спортивні досягнення
- 1988 — бронзовий призер 24-х Олімпійських ігор в Сеулі
- 1986 — чемпіон світу
- 1987 — чемпіон світу
- 1988 — чемпіон світу
- 1990 — чемпіон світу
- 1985 — чемпіон Європи
- 1987 — чемпіон Європи у стрільбі по рухливій цілі.
- 1988 — чемпіон Європи
- 1990—1992 — чемпіон Європи
- 1999 — володар Кубку світу

## Особисте життя
Дружина спортсмена — Галина Назаренко, яка також професійно займалась стрільбою. Вона — майстер спорту міжнародного класу СРСР, заслужений тренер України. Геннадій Вікторович тренувався у дружини. Дочка Геннадія Авраменка Галина також займається стрільбою, її тренером є Галина Назаренко. Галина Авраменко — багаторазова чемпіонка та призерка чемпіонатів світу і Європи.
Від 1977 року Геннадій виступав за спортивний клуб «Динамо» (Чернігів).

## Спортивні звання
- Заслужений майстер спорту СРСР
- Заслужений тренер
- Заслужений працівник фізичної культури і спорту України (2009).